# Martín Galain (futbolista)
Víctor Martín Galain Pécora (Florida, Uruguay; 2 de marzo de 1989) es un futbolista uruguayo  Juega como defensa central
Proviene de las formativas de Nacional, debutó en el equipo tricolor el 7 de febrero de 2009, en el partido correspondiente al Torneo Apertura 2008, frente a Central Español, al que fue convocado por el que era técnico en ese momento Gerardo Pelusso.

## Clubes
| Club                  | País      | Año           |
| --------------------- | --------- | ------------- |
| Nacional              | Uruguay   | 2009 - 2010   |
| Tacuarembó            | Uruguay   | 2010 - 2011   |
| El Tanque Sisley      | Uruguay   | 2011 - 2012   |
| Equidad Seguros       | Colombia  | 2013 - 2014   |
| Fortaleza F. C.       | Colombia  | 2014          |
| Montevideo Wanderers  | Uruguay   | 2015          |
| Sportivo Patria       | Argentina | 2016          |
| Real Potosí           | Bolivia   | 2016 - 2017   |
| Nacional Potosí       | Bolivia   | 2017 - 2019   |
| Guabirá               | Bolivia   | 2020 - 2021   |
| Nacional Potosí       | Bolivia   | 2022 - 2024   |
| Club Atlético Florida | Uruguay   | 2024-presente |

## Palmarés
| Título                      | Club     | País    | Año     |
| --------------------------- | -------- | ------- | ------- |
| Primera División de Uruguay | Nacional | Uruguay | 2008-09 |
| Copa Bimbo                  | Nacional | Uruguay | 2010    |